# 演奏権管理団体
演奏権管理団体（英：Performance Rights Organization、略称：PRO）は、著作権者と、買い物や飲食店などの場所で著作物を公に使用したい者との間で、使用料の徴収を中心とした仲介機能を提供する団体である。

## 概要
消費者がレコード店などでCD（作品）を購入すると私的な演奏権が発生することとなる。これについて作品の使用がPROの目的に付随している場合にのみ、使用料を徴収する。
国によっては、PROは著作権管理団体と呼ばれている。著作権管理団体は、演奏に限定されず、録音権管理団体をも含み、PROよりも一般的である。録音権管理団体は、公共の場での著作物の使用ではなく、CD、オーディオ・カセット、音楽ファイルなどの媒体で配布される著作物を管理する。

## 来歴
最初の演奏権管理団体は1851年にフランスで設立された。イギリスでは、1842年に制定された著作権法が楽曲を保護する最初のもので、1914年に設立された演奏権協会が実演を包括し、録音や放送による演奏の権利は、1924年に設立された録音権保護協会（MCPS）によって管理されていた。イタリアは1882年に、ドイツは1915年に、それぞれ演奏権管理団体を導入している。米国では、1914年に米国作曲家作詞家出版者協会（ASCAP）、1930年に欧州舞台作家作曲家協会（SESAC）、1939年に放送音楽協会（BMI）が設立された。1953年にプエルトリコのサンフアンでSociedad Puertorriqueña de Autores y Compositores de Musica（SPACEM）が設立された。SPACEMの名前はAsociacion de Compositoes y Editores de Musica（ACEMLA）に変わり、現在も著作権協会国際連合の演奏権協会の名簿の演奏権管理団体第76番を維持している。

## 活動
PROは、著作権者と利用者の仲介という本来の目的以外に、法的な分野でも積極的に活動している。PROは、権利侵害者とされる者を裁判所に提訴したり、米国では、アメリカ議会図書館の著作権使用料委員会に提訴している。PROは著作権者のためにロビー活動を行い、特に法定使用料率の議論に参加している。
使用料徴収のために作品の公の演奏を追跡する副次的な効果として、PROは公で演奏された作品の統計を公表している。
PROが提供する許諾サービスは、PROが管理する全作品を同時に許諾することができるため、利用者に利便をもたらす。

## 批判
PROは、非営利団体が著作権で保護された音楽を使用し、その使用から利益を得ていない状況であっても、非営利団体に使用料を請求していると批判されている。例えば、ASCAPは、最終的に世論に押され、アメリカ合衆国ガールスカウトのキャンプファイヤーでの歌に使用料を課そうとしたのを断念せざるを得なくなった。ASCAPとSESACの、非営利教育ラジオ局に対して著作権で保護された音楽の演奏料を課す方針も批判されている。特に全米のキャンパス・ラジオ局は、資金をすべて学生や聴取者の支援に依存しており、追加料金を支払うことが困難な状況にある。パブリックドメインのクラシック作品を演奏することが多い地域のオーケストラでは、著作権の範囲内の作品を演奏することもあるが、すべての楽曲がパブリックドメインの演奏会も含め、一切の演奏会の収入についてPROに使用料を支払うことを余儀なくされ、その使用料はポップソングの作家に分配されることになる。

PROはしばしば、「公の演奏」の定義を拡大解釈していると批判される。米国では比較的最近まで、著作権のある音楽を飲食店で演奏しても、その媒体（例えばCDのなど）が合法的に購入されたものであれば、法的な問題は発生しなかった。しかし現在、PROはそのような使用に対しても使用料を要求している。
「例外として、一定の規模（2,000平方フィート以下の店舗、3,750平方フィート以下の飲食店やバー）の事業者は、スピーカーが6台以下（スピーカーの配置に制限あり）であり、客が聴くのに料金がかからないという条件で、ラジオやテレビ、同様の家庭用機器から音楽を許諾なしに流すことができます。また、教育や慈善のための催しなども例外とされています。もし、あなたの事業が上記の区分（事業の規模、スピーカーの数や配置など）のラジオもしくはテレビに該当する場合は、著作権法第110条（5）をご確認ください。おそらく許諾が必要になることはないはずです。しかし、決定を下す前に、弁護士にもご確認ください」 
飲食店などの、限られた公の場での演奏を控えることで、演奏による作品の広まりを妨げ、かえって著作権使用料の徴収額を抑制しているとの批判がある。ちなみに、徴収額の低下はPROと対立するが、それぞれのタイプの組織が同じ当事者である権利者の利益を代表し、共通の利益のために働かざるを得ないため、両者の間に紛争が起こることは知られていない。
権利者、特に大手の音楽出版社に代表されない独立系や新規参入組は、PROが受け取る使用料収入全体のうち誰がどの分け前を得るかを決めるための計算が明確ではないとみなして批判している。また、PROは支払いが遅い、あるいは支払いがない、会費やサービス料が高すぎるという批判もある。

## 団体一覧

### 北米

#### アメリカ合衆国
- オールトラック（英語版）[2]
- 米国作曲家作詞家出版者協会（ASCAP）
- 放送音楽協会（BMI）
- Global Music Rights（GMR）[3]
- 欧州舞台作家作曲家協会（英語版）（SESAC）
- サウンドエクスチェンジ（英語版）

#### カナダ
- カナダ作曲家作家音楽出版社協会（英語版）（SOCAN）
- リ：サウンド（英語版）
- カナダ音楽複製権協会（英語版）（CMRRA）

#### その他
著作権を遵守しているほとんどの国で、PROに相当する団体がある。
| 国                   | 団体名 |
| -------------------- | --- |
| アルゼンチン         | アルゼンチン音楽作家作曲家協会（SADAIC） |
| オーストラリア       | オーストラレーシア演奏権協会及びオーストラレーシア録音著作権保有者協会（APRA AMCOS）、Phonographic Performance Company of Australia (PPCA)             |
| オーストリア         | 作家作曲家音楽出版社協同組合（AKM） |
| ベルギー             | ベルギー作家協会（SABAM） |
| ボリビア             | Servicio Nacional de Propiedad Intellectual (SENAPI)                                                                                                   |
| ブラジル             | 中央徴収分配事務局（ECAD） |
| ブルガリア           | MUSICAUTHOR |
| カナダ               | カナダ作曲家作家音楽出版社協会（SOCAN）、リ：サウンド                                                                                                  |
| チリ                 | チリ音楽作家実演家協会（SCD） |
| 中国                 | 中国音楽著作権協会（MCSC） |
| コロンビア           | コロンビア作家作曲家協会及びレコード制作者協会（OSA）                                                                                                  |
| クロアチア           | クロアチア作曲家協会（HDS） |
| チェコ               | 著作権保護協会（OSA） |
| デンマーク           | デンマーク作曲家権利協会（KODA） |
| エストニア           | EAU |
| フィンランド         | 作曲家著作権事務局テオスト（Teosto） |
| フランス             | 作家作曲家音楽出版社協会（SACEM） |
| ジョージア           | SAS |
| ドイツ               | ドイツ音楽著作権協会（GEMA） |
| ギリシャ             | AEPI、グランモ及びエラート並びにアポロン（GEA） |
| 香港                 | 香港作曲家及作詞家協会（CASH） |
| ハンガリー           | アルティジュス・ハンガリー著作権事務局（Artisjus） |
| インド               | インド・レコード上演社（PPL India） |
| アイルランド         | アイルランド音楽権利機構（IMRO）、フォノグラフィック・パフォーマンス・アイルランド（PPI）                                                              |
| イスラエル           | イスラエル作家作曲家音楽出版社協会（ACUM） |
| イタリア             | イタリア作家出版社協会（SIAE） |
| 日本                 | 日本音楽著作権協会（JASRAC） |
| リトアニア           | LATGA-A |
| マレーシア           | 音楽作家著作権保護協会（MACP） |
| メキシコ             | メキシコ作家作曲家協会（SACM） |
| ネパール             | Music Royalty Collection Society Nepal (MRCSN) |
| オランダ             | 音楽著作権事務局及び録音著作権複製権徴収基金（BUMA/STEMRA）                                                                                            |
| ニュージーランド     | オーストラレーシア演奏権協会及びオーストラレーシア録音著作権保有者協会（APRA AMCOS）                                                                   |
| ノルウェー           | ノルウェー作曲家協会国際音楽局（TONO） |
| パナマ               | SPAC |
| ペルー               | APDAYC |
| フィリピン           | フィリピン作曲家作家出版社協会（FILSCAP） |
| ポーランド           | ポーランド作家作曲家協会（ZAiKS） |
| プエルトリコ         | ACEMLA |
| ルーマニア           | ルーマニア作曲家音楽学者連合（UCMR） |
| ロシア               | ロシア作家協会（RAO） |
| セルビア             | SOKOJ |
| シンガポール         | Composers and Authors Society of Singapore Ltd (COMPASS)                                                                                               |
| スロバキア           | スロバキア演奏権協会（SOZA） |
| 南アフリカ共和国     | 南アフリカ音楽権利機構（SAMRO） |
| 大韓民国             | 韓国音楽著作権協会（KOMCA）、Korean Society of Composers, Authors and Publishers（KOSCAP）                                                             |
| スペイン             | スペイン作家出版社協会（SGAE） |
| スウェーデン         | スウェーデン演奏権協会（STIM） |
| スイス               | スイス音楽作家出版社協同組合（SUISA） |
| 台湾                 | 中華音楽著作権協会（MÜST） |
| タイ王国             | MCT |
| トリニダード・トバゴ | トリニダード・トバゴ著作権音楽機構（COTT） |
| ウクライナ           | ウクライナ著作権著作隣接権局（UACRR） |
| イギリス             | 音楽演奏権協会（PRS）、レコード上演社（PPL） |
| アメリカ合衆国       | 米国作曲家作詞家出版者協会（ASCAP）、放送音楽協会（BMI）、欧州舞台作家作曲家協会（SESAC）、ACEMLA（SPACEM）、オールトラック、Global Music Rights (GMR) |
| ウルグアイ           | ウルグアイ一般作家協会（AGADU） |
| ベネズエラ           | ベネズエラ作家作曲家協会（SACVEN） |

## 州の規制および所得税
アメリカ合衆国憲法における著作権条項は、アメリカ合衆国における著作権法を制定する権限を委譲しているが、近年、多くの州でPROに対し透明性を求める法が制定されている。これらの法律は、一般に、PROに対して、許諾を供与する音楽著作物を開示するよう強制するものとなっている。なぜなら、多くの事業者がPROに包括的な使用料を支払っているが、その料率が実際に音楽著作物の演奏権を担保しているかどうかはほぼ不明であることによる。その結果、トーリングと呼ばれる不公正な商習慣が発生することがある。一部のPROは、演奏会を妨害したり、停止させようとして現場に従業員を送り込んで不正確な演奏権を主張するため、このような行為を禁止している州もある。
さらに、所得税を課す州は、作家および実演家の居住地やPROがある州ではなく、その州内での「上演」に対して使用料収入を源泉徴収することを臨んでいる。州の所得税の課税に抵抗することは実際には非常に困難である。注目すべきはコロラド州の法律で、各PROに管理しているすべての曲目を開示するよう求めている。